# Cyrthermannia guadeloupensis
Cyrthermannia guadeloupensis är en kvalsterart som beskrevs av Sandór Mahunka 1985. Cyrthermannia guadeloupensis ingår i släktet Cyrthermannia och familjen Nanhermanniidae. Inga underarter finns listade i Catalogue of Life.